# On the Road Again Tour
One the Road Again er navnet på den fjerde turné af det engelsk-irske boyband One Direction. Turnéen promoverer bandets fjerde album Four, sammen med deres tre tidligere albums: Midnight Memories, Take Me Home og Up All Night. 
Turen begynder den 7. februar 2015 Sydney, Australien og slutter den 31. oktober 2015 Sheffield, England. Den 16. juni 2015 ligger bandet vejen forbi den jyske by Horsens.

## Opvarmning
Det blev annonceret den 19. januar 2015 at tidligere X Factor vinder fra Australien Samantha Jade ville være opvarmning sammen med det britiske band McBusted.[kilde mangler]

## Shows
| Dato                | By                 | Land                       | Arena                       | Opvarmning              |
| Leg 1 - Australien  | Leg 1 - Australien | Leg 1 - Australien         | Leg 1 - Australien          | Leg 1 - Australien      |
| ------------------- | ------------------ | -------------------------- | --------------------------- | ----------------------- |
| 7 Februar 2015      | Sydney             | Australien                 | Allianz Stadium             | Samantha Jade& McBusted |
| 8 Februar 2015      | Sydney             | Australien                 | Allianz Stadium             | Samantha Jade& McBusted |
| 11 Februar 2015     | Brisbane           | Australien                 | Suncorp Stadium             | Samantha Jade& McBusted |
| 14 Februar 2015     | Melbourne          | Australien                 | Etihad Stadium              | Samantha Jade& McBusted |
| 15 Februar 2015     | Melbourne          | Australien                 | Etihad Stadium              | Samantha Jade& McBusted |
| 17 Februar 2015     | Adelaide           | Australien                 | AAMI Stadium                | Samantha Jade& McBusted |
| 20 Februar 2015     | Perth              | Australien                 | Patersons Stadium           | Samantha Jade& McBusted |
| Leg 2 - Asien       |                    |                            |                             |                         |
| 24 Februar 2015     | Osaka              | Japan                      | Osaka Dome                  | —                       |
| 25 Februar 2015     | Osaka              | Japan                      | Osaka Dome                  | —                       |
| 27 Februar 2015     | Tokyo              | Japan                      | Saitama Super Arena         | —                       |
| 28 Februar 2015     | Tokyo              | Japan                      | Saitama Super Arena         | —                       |
| 1 Marts 2015        | Tokyo              | Japan                      | Saitama Super Arena         | —                       |
| 2 Marts 2015        | Tokyo              | Japan                      | Saitama Super Arena         | —                       |
| 11 Marts 2015       | Singapore          | Singapore                  | National Stadium, Singapore | —                       |
| 14 Marts 2015       | Bangkok            | Thailand                   | Rajamangala Stadium         | —                       |
| 18 Marts 2015       | Hong Kong          | Hong Kong                  | AsiaWorld-Arena             | —                       |
| 21 Marts 2015       | Manila             | Filippinerne               | SM Mall of Asia             | —                       |
| 22 Marts 2015       | Manila             | Filippinerne               | SM Mall of Asia             | —                       |
| 25 Marts 2015       | Jakarta            | Indonesien                 | Gelora Bung Karno Stadium   | —                       |
| Leg 3 - Sydafrika   |                    |                            |                             |                         |
| 28 Marts 2015       | Johannesburg       | Sydafrika                  | FNB Stadium                 | —                       |
| 29 Marts 2015       | Johannesburg       | Sydafrika                  | FNB Stadium                 | —                       |
| 1 April 2015        | Cape Town          | Sydafrika                  | Cape Town Stadium           | —                       |
| Leg 4 - Mellemøsten |                    |                            |                             |                         |
| 4 April 2015        | Dubai              | Forenede Arabiske Emirater | The Sevens Stadium          | —                       |
| Leg 5 - Europa      |                    |                            |                             |                         |
| 5 Juni 2015         | Cardiff            | Wales                      | Millennium Stadium          | —                       |
| 6 Juni 2015         | Cardiff            | Wales                      | Millennium Stadium          | —                       |
| 10 Juni 2015        | Wien               | Østrig                     | Ernst-Happel-Stadion        | —                       |
| 13 Juni 2015        | Bruxelles          | Belgien                    | King Baudouin Stadium       | —                       |
| 16 Juni 2015        | Horsens            | Danmark                    | CASA Arena Horsens          | Citybois, McBusted      |
| 19 Juni 2015        | Oslo               | Norge                      | Ullevaal Stadion            | —                       |
| 23 Juni 2015        | Göteborg           | Sverige                    | Ullevi                      | —                       |
| 27 Juni 2015        | Helsinki           | Finland                    | Olympiastadion              | —                       |
| Leg 6 - Nordamerika |                    |                            |                             |                         |
| 9 Juli 2015         | San Diego          | USA                        | Qualcomm Stadium            | Jamie Scott             |
| 11 Juli 2015        | San Francisco      | USA                        | Levi's Stadium              | Jamie Scott             |
| 15 Juli 2015        | Seattle            | USA                        | CenturyLink Field           | Jamie Scott             |
| 17 Juli 2015        | Vancouver          | Canada                     | BC Place                    | Jamie Scott             |
| 21 Juli 2015        | Edmonton           | Canada                     | Commonwealth Stadium        | Jamie Scott             |
| 24 Juli 2015        | Winnipeg           | Canada                     | Investors Group Field       | Jamie Scott             |
| 26 Juli 2015        | Minneapolis        | USA                        | TCF Bank Stadium            | Jamie Scott             |
| 28 Juli 2015        | Kansas City        | USA                        | Arrowhead Stadium           | Jamie Scott             |
| 31 Juli 2015        | Indianapolis       | USA                        | Lucas Oil Stadium           | Jamie Scott             |
| 2 August 2015       | Pittsburgh         | USA                        | Heinz Field                 | Jamie Scott             |
| 5 August 2015       | East Rutherford    | USA                        | Metlife Stadium             | Jamie Scott             |
| 8 August 2015       | Baltimore          | USA                        | M&T Bank Stadium            | Jamie Scott             |
| 18 August 2015      | Columbus           | USA                        | Ohio Stadium                | Jamie Scott             |
| 20 August 2015      | Toronto            | Canada                     | Rogers Centre               | Jamie Scott             |
| 23 August 2015      | Chicago            | USA                        | Soldier Field               | Jamie Scott             |
| 25 August 2015      | Milwaukee          | USA                        | Miller Park                 | Jamie Scott             |
| 27 August 2015      | Cleveland          | USA                        | FirstEnergy Stadium         | Jamie Scott             |
| 29 August 2015      | Detroit            | USA                        | Ford Field                  | Jamie Scott             |
| 1 September 2015    | Philadelphia       | USA                        | Lincoln Financial Field     | Jamie Scott             |
| 3 September 2015    | Buffalo            | USA                        | Ralph Wilson Stadium        | Jamie Scott             |
| 5 September 2015    | Montreal           | Canada                     | Olympic Stadium             | Jamie Scott             |
| 8 September 2015    | Ottawa             | Canada                     | Canadian Tire Centre        | Jamie Scott             |
| 9 September 2015    | Ottawa             | Canada                     | Canadian Tire Centre        | Jamie Scott             |
| 12 September 2015   | Boston             | USA                        | Gillette Stadium            | Jamie Scott             |
| Leg 7 - Europa      |                    |                            |                             |                         |
| 24 September 2015   | London             | England                    | The O2 Arena                | —                       |
| 25 September 2015   | London             | England                    | The O2 Arena                | —                       |
| 26 September 2015   | London             | England                    | The O2 Arena                | —                       |
| 28 September 2015   | London             | England                    | The O2 Arena                | —                       |
| 29 September 2015   | London             | England                    | The O2 Arena                | —                       |
| 30 September 2015   | London             | England                    | The O2 Arena                | —                       |
| 3 Oktober 2015      | Manchester         | England                    | Manchester Arena            | —                       |
| 4 Oktober 2015      | Manchester         | England                    | Manchester Arena            | —                       |
| 7 Oktober 2015      | Glasgow            | Skotland                   | Hydro Arena                 | —                       |
| 8 Oktober 2015      | Glasgow            | Skotland                   | Hydro Arena                 | —                       |
| 10 Oktober 2015     | Birmingham         | England                    | Barclaycard Arena           | —                       |
| 11 Oktober 2015     | Birmingham         | England                    | Barclaycard Arena           | —                       |
| 12 Oktober 2015     | Birmingham         | England                    | Barclaycard Arena           | —                       |
| 16 Oktober 2015     | Dublin             | Irland                     | 3Arena                      | —                       |
| 17 Oktober 2015     | Dublin             | Irland                     | 3Arena                      | —                       |
| 18 Oktober 2015     | Dublin             | Irland                     | 3Arena                      | —                       |
| 20 Oktober 2015     | Belfast            | Nordirland                 | Odyssey Arena               | —                       |
| 21 Oktober 2015     | Belfast            | Nordirland                 | Odyssey Arena               | —                       |
| 22 Oktober 2015     | Belfast            | Nordirland                 | Odyssey Arena               | —                       |
| 25 Oktober 2015     | Newcastle          | England                    | Metro Radio Arena           | —                       |
| 26 Oktober 2015     | Newcastle          | England                    | Metro Radio Arena           | —                       |
| 27 Oktober 2015     | Newcastle          | England                    | Metro Radio Arena           | —                       |
| 29 Oktober 2015     | Sheffield          | England                    | Motorpoint Arena            | —                       |
| 30 Oktober 2015     | Sheffield          | England                    | Motorpoint Arena            | —                       |
| 31 Oktober 2015     | Sheffield          | England                    | Motorpoint Arena            | —                       |
| Total 80 shows      |                    |                            |                             |                         |

## Links
http://1d.horsensandfriends.dk/ Arkiveret 31. januar 2015 hos  Wayback Machine

## Setliste Europa
1. "Clouds"
2. "Steal My Girl"
3. "Little Black Dress"
4. "Where Do Broken Hearts Go"
5. "Midnight Memories"
6. "Kiss You"
7. "Stockholm Syndrome"
8. "Ready to Run"
9. "Strong"
10. "Better than Words"
11. "Don't Forget Where You Belong"
12. "Little Things"
13. "Night Changes"
14. "18"
15. "Alive"
16. "Diana"
17. "No Control"
18. "What Makes You Beautiful"
19. "Through the Dark"
20. "Girl Almighty"
21. "Story of My Life

### Encore
22. "You and I"
23. "Little White Lies"
24. "Best Song Ever"

### Setlist Asien, Afrika & Oceanien
1. "Clouds"
2. "Steal My Girl"
3. "Little Black Dress"
4. "Where Do Broken Hearts Go"
5. "Midnight Memorie"
6. "Kiss You"
7. "Stockholm Syndrome"
8. "Ready to Run"
9. "Ready to Run"
10. "Better Than Words"
11. "Don't Forget Where You Belong"
12. "Little Things"
13. "Night Changes"
14. "Alive"
15. "Diana"
16. "One Thing"
17. "What Makes You Beautiful"
18. "Through the Dark"
19. "Girl Almighty"
20. "Story of My Life"

#### Encore
- 21. "You & I"
- 22."Little White Lies"
- 23. "Best Song Ever"